# Mesotype didymata
Mesotype didymata là một loài bướm đêm thuộc họ Geometridae. Nó được tìm thấy ở hầu hết châu Âu.
Sải cánh dài 24–29 mm. Con trưởng thành bay từ tháng 6 đến tháng 8. Có một lứa một năm.
Ấu trùng ăn various plants, bao gồm Vaccinium myrtillus, Salix và Calluna.

## Phụ loài
- Perizoma didymata didymata
- Perizoma didymata hethlandica (Shetland Isles)

## Hình ảnh

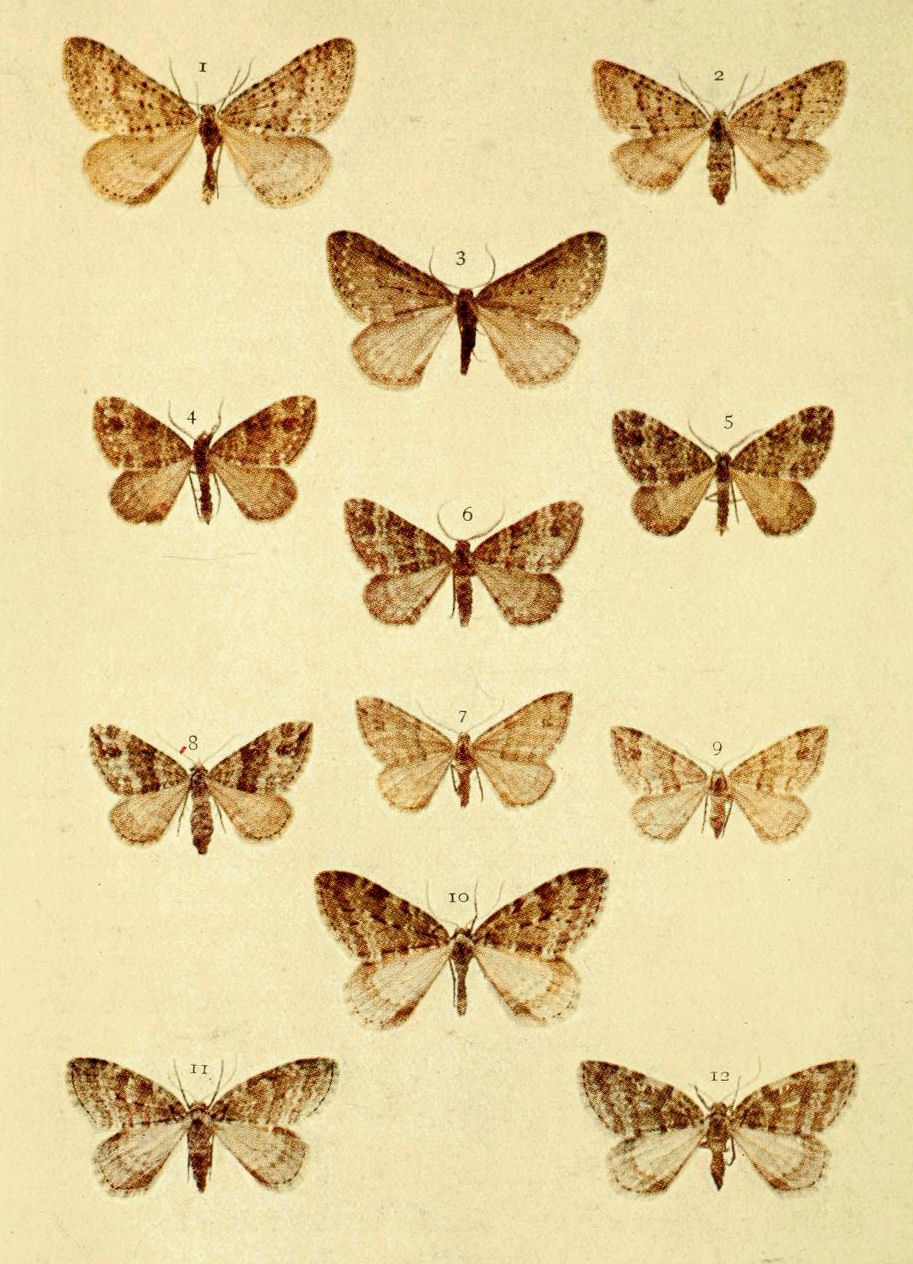